# Loxops caeruleirostris
Loxops caeruleirostris là một loài chim trong họ Fringillidae.